# Lea Bank
Lea Bank AB är en svensk digital nischbank som erbjuder privatlån och sparkonton. Banken var tidigare norsk, men flyttade i början av 2025 sitt huvudkontor från Oslo till Göteborg och noterade bolagets aktie på First North Stockholm. Lea Bank bedriver verksamhet i Sverige, Norge, Finland och Spanien.

## Historik
I oktober 2003 grundades norska Verdibanken ASA som från början var en bank med en kristen värdegrund. I samband med att banken fick ny ägare 2016 bytte Verdibanken namn till Easybank och den kristna profilen upphörde. Banken blev istället en konventionell nischbank inriktad mot privatlån och billån.
I november 2015 startade en ny norsk nischbank med namnet Monobank ASA sin verksamhet. Banken erbjöd inledningsvis privatlån och sparkonton till kunder i Norge. I maj 2017 började Monobank med låneverksamhet i Finland och i mars 2019 öppnade man även i Sverige. Strax innan lanseringen i Sverige hade Monobank aviserat att man avsåg genomföra en fusion med BRAbank ASA. BRAbank hade startat sin bankverksamhet 2018 och erbjöd liknande tjänster som Monobank. Affären slutfördes i juni 2019 genom att BRAbank fusionerades in i Monobank medan bolagets namn ändrades till BRAbank.
I juni 2020 meddelade Easybank och BRAbank att de avsåg slå sig samman. Efter godkännande från den norska Finansinspektionen (Finanstilsynet) genomfördes sammanslagningen i oktober samma år genom att BRAbank fusionerades in i Easybank. Bolaget behöll namnet från BRAbank fram till i maj 2022 då det ändrades till Lea Bank ASA.
I juni 2024 beviljades Lea Bank ASA:s dotterbolag, Lea Finans AB, svenskt banktillstånd av Finansinspektionen. Lea Bank inledde därefter processen med att flytta bankens hemvist från Norge till Sverige. Efter godkännande från den norska och svenska Finansinspektionen genomfördes en omvänd fusion i början av 2025 där det svenska dotterbolaget, som bytt namn till Lea Bank AB, tog över alla tillgångar och skulder från det norska moderbolaget. Banken flyttade också sitt huvudkontor från Oslo till Göteborg och noteringen av bolagets aktie flyttades till First North Stockholm.

## Verksamhet
Lea Bank har en egen utlåningsverksamhet med privatlån på fyra marknader (2025): Sverige, Norge, Finland och Spanien. På de tre nordiska marknaderna har man också en egen inlåningsverksamhet med sparkonton. Därutöver bedriver man inlåning via de tyska samarbetspartnerna Raisin Bank och Check24 på ytterligare några europeiska marknader. I slutet av det första kvartalet 2025 hade Lea Bank en total utlåning på 7,9 miljarder SEK.